# Birtle (municipalité rurale)
Pour les articles homonymes, voir Birtle.
Birtle est une ancienne municipalité rurale du Manitoba située  dans l'ouest de la province. Elle a été remplacée par la Municipalité de Prairie View. La population de la municipalité s'établissait à 749 personnes en 2001.

## Territoire
Les communautés suivantes sont comprises sur le territoire de la municipalité rurale:
- Foxwarren
- Solsgirth

## Référence
- (en) Cet article est partiellement ou en totalité issu de l’article de Wikipédia en anglais intitulé « Rural Municipality of Birtle » (voir la liste des auteurs).

1. ↑  (fr + en) « Règlement sur la fusion de la ville de Birtle, de  la  municipalité  rurale  de  Birtle  et  de  la municipalité rurale de Miniota » [PDF], 2 mai 2014 (consulté le 18 août 2016)